# Lijst van trammusea in België
Onderstaande is een lijst van trammusea in België waar historische trams bewaard worden. Bij enkele kunnen ook ritten voor publiek gereden worden. 
- Museum voor het Openbaar Vervoer van Wallonië, Luik
- Museum voor het Stedelijk Vervoer te Brussel, Sint-Pieters-Woluwe (Brussel)
- Trammuseum van Schepdaal, Schepdaal
- Trammuseum van de ASVi, Thuin
- Vlaams Tram- en Autobusmuseum, Antwerpen